# Diecezja Catamarca
Diecezja Catamarca (łac. Dioecesis Catamarcensis) – diecezja Kościoła rzymskokatolickiego w Argentynie, sufragania archidiecezji Salta.

## Historia
21 stycznia 1910 roku papież Pius X bullą Sollicitudine  erygował diecezję Catamarca. Dotychczas wierni z tym terenów należeli do diecezji (obecnie archidiecezji) Tucumán. 8 września 1969 roku diecezja utraciła część swego terytorium na rzecz prałatury terytorialnej Cafayate.

## Główne świątynie
- Katedra: Bazylika katedralna Matki Bożej z Doliny w San Fernando del Valle de Catamarca

## Biskupi diecezjalni
- Barnabé Piedrabuena (1910–1923)
- Inocencio Dávila y Matos (1927–1930)
- Vicente Peira (1932–1934)
- Carlos Francisco Hanlon CP (1934–1959)
- Adolfo Servando Tortolo (1960–1962)
- Alfonso Pedro Torres Farías OP (1962–1988)
- Elmer Osmar Ramón Miani (1989–2007)
- Luis Urbanč (od 2007)